# Neriene kimyongkii
Neriene kimyongkii là một loài nhện trong họ Linyphiidae.
Loài này thuộc chi Neriene. Neriene kimyongkii được Kap Yong Paik miêu tả năm 1965.